# Frank Marshall (sakkozó)
Frank James Marshall (New York, 1877. augusztus 10. – Jersey City, New Jersey, 1944. november 9.) az Amerikai Egyesült Államok sakkbajnoka 1909 és 1936 között, a 20. század elején a világ egyik legerősebb sakkjátékosa. Róla kapta nevét újítása, a Marshall-csel. Szintén róla kapta nevét a spanyol megnyitás egyik változata, a Marshall-támadás, amelyet 1918-ban Capablanca ellen alkalmazott. Igaz, a játszmát Marshall elvesztette, de nem a megnyitás miatt, amely hamar nagyon népszerűvé vált. Taktikai képességeiről, játszmafordító trükkjeiről („Marshall-trükk”) és nagy végjátékelméleti tudásáról volt ismert.
1986-ban az elsők között választották be a World Chess Hall of Fame tagjai közé.

## Életrajza
A New Yorkban született Marshall nyolctól 19 éves koráig a kanadai Montréalban élt. Tízéves korában kezdett sakkozni és 1890-re már a város legjobb sakkozói közé számították. 
1904-ben nyerte meg először az USA sakkbajnokságát, a címet azonban visszautasította, mert a regnáló bajnok, Harry Nelson Pillsbury nem vett részt a versenyen. Két évvel később Pillsbury meghalt, de Marshall még mindig nem akarta, hogy bajnoknak nevezzék. A címet csak akkor fogadta el, amikor 1909-ben versenyen szerezhette meg.
1907. január 26. és április 8. között páros mérkőzést játszott (New Yorkban, Philadelphiában, Washingtonban, Baltimore-ban, Chicagóban és Memphisben) Emanuel Lasker világbajnok ellen, de esélye sem volt: nyolc partit elvesztett, hét döntetlent ért el, de egyszer sem nyert. 
1909-ben belement egy páros mérkőzésbe a fiatal kubai sakkozótehetség, José Raúl Capablanca ellen, és sokak nagy meglepetésére ezt is nagy arányban elvesztette (+1-8=14). Ettől nem került rossz viszonyba a fiatal kubaival, sőt, miután meggyőződött tehetségéről, a tőle telhető minden módon egyengetni kezdte útját. Ő érte el, hogy Capablanca indulhasson az 1911-es zárt San Sebastian-i tornán, amely a történelem addigi legerősebb mezőnyű sakkversenyének ígérkezett. Bár sokan tiltakoztak Capablanca indulása ellen, Marshall fiatal barátja megnyerte a tornát. 
1914-ben Szentpéterváron II. Miklós cártól Marshall megkapta a sakk nagymestere címet. Ezt a címet összesen csak öten kapták: Marshallon kívül Lasker, Capablanca, Aljechin és Tarrasch.
1915-ben nyitotta meg a máig a legerősebb amerikai sakk-klubok közé tartozó Marshall sakk klubot.
Az 1930-as években Marshall vezetésével az amerikai csapat négyszer nyert sakkolimpiát. Ezt a sikert sohasem sikerült megismételnie. (Az igazsághoz az is hozzátartozik, hogy az 1930-as években a későbbi nagy favorit, a szovjet csapat, nem vett részt a sakkolimpiákon.)